# Tinambac
Tinambac é um município de  primeira classe de renda municipal (d) na província Camarines Sul, nas Filipinas. De acordo com o censo de 1 de maio  de  2020 possui uma população de 70 176 pessoas e 15 167 domicílios.